# Michael Collins (Diplomat)

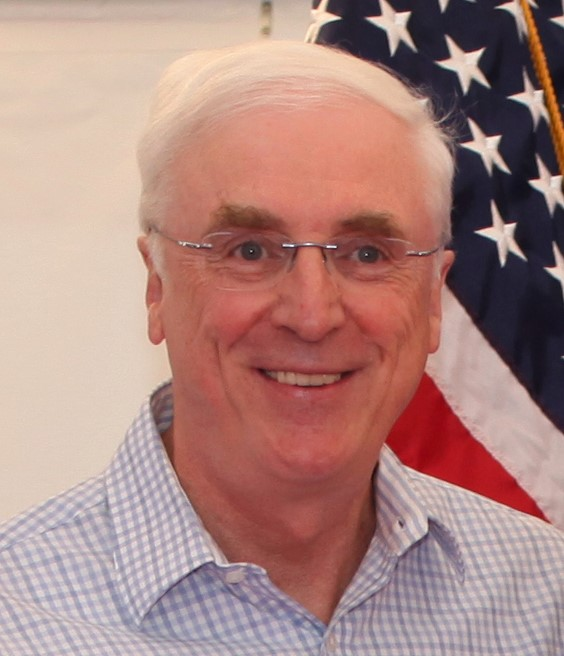
Michael Collins (2017)

Michael Collins (* 25. Juni 1953 in Dublin) ist ein irischer Diplomat und seit August 2013 Botschafter in Deutschland. 
Collins besuchte das Blackrock College in Dublin und studierte am Institute of Public Administration, einem College der National University of Ireland. Danach setzte er sein Studium am Trinity College Dublin fort. An diesem erhielt er 1978 auch seinen Bachelor of Science. Im irischen Außenministerium arbeitete Collins bereits seit dem 1. März 1974. Während seiner diplomatischen Karriere bekleidete er diverse Posten; unter anderem war er von 1982 bis 1986 Erster Sekretär am irischen Generalkonsulat in New York City, bzw. von 1993 bis 1995 Botschaftsrat an der irischen Botschaft in Washington, D.C.
Collins war von 1995 bis 1999 irischer Botschafter in Saudi-Arabien, mit gleichzeitiger Akkreditierung in Bahrain, Katar, Kuwait, Oman und den Vereinigten Arabischen Emiraten. Danach war er von 1999 bis 2001 irischer Botschafter in Tschechien, mit gleichzeitiger Akkreditierung in der Ukraine. Im Jahr 2007 löste er Noel Fahey als irischen Botschafter in den Vereinigten Staaten ab. 
Von August 2013 bis Sommer 2019 war er der irische Botschafter in Deutschland.
Collins ist verheiratet und Vater von drei erwachsenen Söhnen. Er spricht auch italienisch und französisch.